# Друга самнітська війна
Друга самнітська війна (328—304 рр. до н. е.) — продовження військового конфлікту між Римом та Самнітським союзом, що став заключним етапом боротьби за римську гегемонію над територією Центральної та Північної Італії.
Термін Самнітські війни можна назвати скоріше умовним, оскільки Рим вів боротьбу не лише з самнітами, а й з іншими громадами Середньої та Північної Італії — етрусками, галлами, герніками, еквами.

## Військова організація римлян
Римська армія була однією з найкращих в Італії. Всі римські громадяни від 17 до 45 років підлягали воєнній службі, окрім найбіднішого населення. Армія складалася з легіонів (legere лат. — обирати, збирати). Коли виникала необхідність в скликанні армії, кожна міська центурія виставляла необхідну кількість людей. Після закінчення ведення бойових дій армія розпускалася. Кожен воїн сам забезпечував себе спорядженням, що приводило до різноманітності у зброї та обладунках.
Армія поділялась на дві частини, що служили відповідно до віку. Ветерани (45-60 років) складали гарнізони, а молоді брали участь у кампаніях.
Звільнення від воєнної служби мали особи, які брали участь в 20 воєнних походах для піхотт і в 10 походах для кінноти. Ухилення від служби каралося законом, зокрема продажем у рабство.
Початково армія ділилася на два легіони, кожен з яких очолював консул. Разом з тим, як частішали війни та ріс їх масштаб, збільшувалася кількість легіонів.
В другій половині IV ст. кількість контингентів значно збільшилася, що пов'язують з політичною перемогою плебеїв у боротьбі з патриціями. Це зумовило необхідність проведення воєнної реформи, внаслідок якої було введено стипендіум, який включав спорядження зброєю, обладунками та їжею. Це привело до утворення більш монолітної армії.
З 331 р. легіон починає очолювати воєнний трибун. Поряд з тим, ускладнилася і внутрішня структура легіонів, а саме було введено новий бойовий порядок в три лінії: перша лінія — важка піхота, гастати — 15 маніпул, друга — важка піхота, принцепси — 15 маніпул, і третю лінію складали тріарії. Також до складу кожного легіону входило 300 вершників. Загальна кількість складу легіону почала дорівнювати 4500 осіб.

## Організація самнітської армії

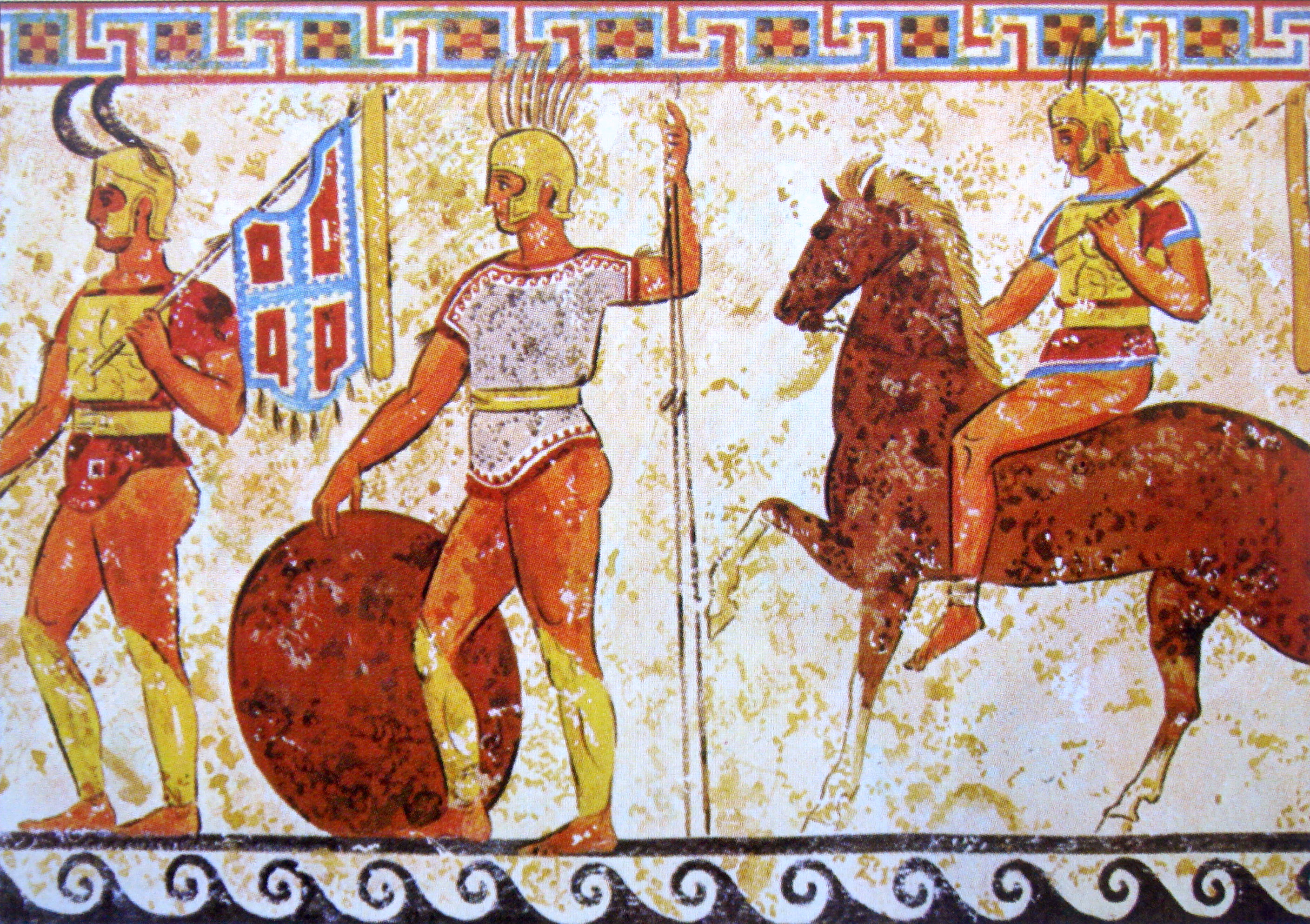
Самнітські воїни IV ст. до н. е.

Самніти в IV ст. до н. е. були легкоозброєними воїнами. Вони використовували дротики або списи і щити, що були близькими до скутума. Ймовірно, що у всіх воїнів був шолом та широкий пояс, більш ґрунтовні обладунки були лише у найзаможніших.
Інформацію про організацію та тактику самнітів дають Тит Лівій та Діонісій Галікарнаський. За Лівієм підрозділом самнітської армії був легіон. Діонісій пише про їх бойовий стрій — фалангу. Ймовірно, що вони не знали як реально називалися складовій воєнного мистецтва самнітів, тому користувалися більш звичними термінами, які не дають чіткої інформації. Судячи з самнітського озброєння, вони воювали вільним строєм, по їх швидкості можна зробити висновок, що вони були легше озброєні і менш щільно построєні, ніж легіони чи грецька фаланга.

## Передумови війни
В 334 р. до н. е. римляни заснували колонію в місті Кали, яку роком раніше захопили у аврунків. Це поселення являло собою важливий стратегічний пункт на основній дорозі з Риму до Капуї — воно захищало досить вразливу ділянку цієї дороги в тому місці, де вона згортала в середину країни, щоб перетнути річку Вольтурн, і захищало Капую від сидіцинів. 2,5 тис. чоловік зі своїми сім'ями, що складали населення цієї колонії, були в основному набрані з римського пролетаріату, але і в їх рядах також були присутні представники латинів і інших союзників. Колоністи отримали земельні наділи і заснували автономну общину з латинським правом. Управління було довірене невеликій групі заможних колоністів, які отримали крупні земельні наділи і зосередили в своїх руках владу в новій общині. Кали стали зразком для тих колоній, які протягом двох наступних поколінь засновувалися в стратегічних пунктах по всьому Апеннінському півострові. Ці поселення являли собою не тільки опору на випадок війни, але й романізовані анклави, жителі яких говорили латиною і відрізнялися римським способом життя.
Шість років потому римляни заснували другу колонію — у Фрегелах, на східному березі Лірісу, де вона зливається з Трером. Колонізація Фрегел спровокувала ворожість з боку самнітів, які захопили цей регіон за декілька років до того і розцінили дії римлян як окупацію їх територій.
Після цього стосунки між Римом і Самнієм погіршилися, і через 2 роки вони формально знаходилися у стані війни. Давні автори описували ці події з римської точки зору і вказували на агресію з боку самнітів на трьох різних фронтах: підготовку нападу на колоністів у Фрегелах; агітація Неаполя до атаки римських володінь в Кампанії; підбурювання до повстання Приверн, Фунду та Формію. Зіткнення з Неаполем було вирішальним.
Рим, захопивши Кампанію, підійшов досить близько не лише до самнітських поселень в долині Лірісу, а вже й до власне гірських племен Самнію. Для них захоплення Кампанії означало, по-перше, втрату об'єкту для грабунків і постачання найманців, а, по-друге, позбавлення виходу до моря.
У 327 р. римляни оголосили війну Неаполю, у відповідь на це самніти розмістили там свій гарнізон. При цьому серед самого населення Неаполя відбувалася боротьба між демократичною партією, яка виступала на підтримку самнітів і звернулася до міста Ноле з проханням введення в місто гарнізону самнітських найманців, і аристократичною партією. Остання призвала на допомогу у 327 р. римлян за посередництвом капуанців. Римляни, які завжди відрізнялися підтримкою аристократичних елементів, підправили на допомогу армію на чолі з Квінтом Публілієм Філоном, які приступили до облоги Неаполя.
В 326 р. аристократичне угрупування перемогло всередині міста. Самнітські гарнізони було виведено з Неаполю, який здали Квінту Публілію Філону. Внаслідок цього було укладено союз, який вважається першим успіхом римлян у Другій самнітській війні.
Союз з Неаполем дав привід для вступу у війну племен Центрального Самнію. Поряд з тим, бойові дії з західними племенами велися ще з 328 р. до н. е.

## Початок війни
Про перші роки війни немає точних свідчень, і характер кампаній цього періоду залишається до кінця нез'ясованим. В основному відомо, що римляни дотримувалися наступальної стратегії, а самніти утримувалися від нападу на римські території чи території їхніх союзників. Бойові дії в гірських умовах складно втілювалися римлянами. В свою чергу, самніти діяли дрібними партизанськими загонами, що було більш ефективним відповідно до ландшафту.
В 326 р. римляни продовжували атакувати західні території самнітів, а наступного року атакували їх союзників — вестинів. Згідно з письмовими джерелами, 325 і 322 рр. відзначилися значними перемогами римлян, хоча точно ідентифікувати місця битв неможливо. В ході цієї кампанії сталася сварка між диктатором Луцієм Папірієм Курсором і його начальником кінноти Квінтом Фабієм Рулліаном, яка детально описується Лівієм.
Кампанія 322 р. не локалізується і є досить загадковою. Лівій згадує, що в цьому році перемогу отримав диктатор Авл Корнелій Арвіна, але в одному з наступних розділів фіксується альтернативна традиція, що подається Капітолійськими фастами і приписує перемогу консулам. При цьому історик згадує про підробку записів про ці події аристократами, які хотіли приписати славу своїм предкам.
В 321 р. до н. е. римлян спіткала катастрофа в Кавдинській ущелині, яка вважається однією з найбільш ганебних сторінок римської історії. Консули Тит Ветурій Кальвін та Спурій Постумій завели римське військо до віддаленої гірської долини, де воно було оточене й змушене скласти зброю. Римляни були звільнені на умові, що вони без зброї і напівголі пройдуть під «ярмом» зі списів.
Лівій намагається применшити ганьбу римлян, припускаючи, що вони були обмануті самнітами, які заманили їх в скелисту ущелину, звідки не було виходу. Інші автори явно вказують на те, що римляни здалися після того, як їх було розбито в бою.
Події, що сталися після капітуляції римлян, часто викликають сумніви. Античні автори розповідають про те, що після повернення війська до Риму, сенат і народ не прийняли перемир'я, яке було укладене консулами, і виступили за продовження війни. Протягом наступних двох років римляни нібито помстилися за катастрофу в Кавдинській ущелині, і отримали ряд перемог над самнітами: захопили Луцерію в Північній Апулії, повернули втрачені знамена, звільнили 600 вершників, яких самніти взяли в заручники. При цьому 7 тис. самнітів, які потрапили у полон під Луцерією, були змушені пройти під ярмом, як римляни в 321 р.
Такий успіх є занадто перебільшеним, щоб бути правдою, і зазвичай вважається вигадкою. Окремі сумніви виникають з приводу того, що вищезгадане перемир'я являло собою не договір (foedus), а попередню домовленість (sponsio), яку було укладено консулами, котрі виступали гарантами (sponsores). Коли римський народ відмовився затвердити перемир'я, консули, згідно з повідомленнями античних авторів, були видані самнітам голі та зв'язані. Це виглядає як досить упереджене висвітлення питання з формально-юридичної точки зору і не викликає впевненості в правдивості цих свідчень.
Більшість сучасних дослідників вважають, що в цьому випадку було укладено звичайний foedus, а римляни були змушені дотриматися всіх його умов, зокрема поступитися Фрегелами і Каллами , і що всі бойові дії між римлянами і самнітами було зупинені до 316 р. до н. е.. Згідно з цією точкою зору, всі свідчення про розірвання домовленостей і наступні перемоги римлян являють собою ніщо інше як вигадки.
Поряд з тим, незважаючи на те, що критичний погляд на ці події поширений досить широко, він не є беззаперечним. Для початку, він має на увазі, що анналісти вигадали найбільш ганебну частину цієї історії, а саме розповідь про скасування договору. Більш обґрунтованим є припущення, згідно з яким римляни дійсно порушили договір, а анналісти зробили спробу приховати цей факт шляхом введення згадки про sponsio. Хоча подробиці про перемоги під Луцерією є дійсно вигаданими, але неможливо повністю виключити імовірність того, що в 320 і 319 рр. до н. е. дійсно могли відбуватися якісь битви, і що римляни змогли досягти в них успіху. Зокрема в Капітолійських фастах зафіксовано тріумф над самнітами у 319 р. до н. е.. Отже, в цій ситуації можна стверджувати, що факти, пов'язані з цими подіями, неможливо встановити. При цьому, є досить вірогідним, що до 316 р. до н. е. бойові дії між римлянами та самнітами дійсно були зупинені — або в результаті підписання договору, або на основі перемир'я, що було укладене пізніше, на початку 318 р. до н. е. (Лівій IX.20. 1-3). Це дало змогу римлянами укріпити свої позиції в Кампанії і створити дві нові триби — Уфентійську і Фалернську — на території, яка була заселена за двадцять років до цього. Водночас вони провели декілька воєнних кампаній в Апулії та Луканії і змусили укласти договори про союз цілий ряд міст — Арпи, Теан Апулійський, Канузій, Форент, Нерул . Рим звернув увагу на ці регіони ще раніше. Згідно з Лівієм, союзи з деякими місцевими общинами були укладені ще в 326 р. до н. е.. Зусилля, що докладалися римлянами на цьому фронті, являли собою частину більш широкої стратегічної політики, спрямованої на ізоляцію та оточення самнітів. Подібна політика здійснювалася шляхом постійної агресії. До того ж, такий висновок необов'язково не сумісний з уявленнями сучасних вчених про те, що основною ціллю римлян була ліквідація загрози, що висіла над безпекою міста.
З іншого боку, ніякі ознаки аналогічної агресії чи прагнення до розширення свого впливу та територій з боку самнітів також не прослідковуються. Бездіяльність самнітів протягом декількох років, до 316 р. до н. е., не потрібно якимось чином пояснювати чи виправдовувати, адже Самнітський союз був певною конфедерацією племен і, звісно, міг організовуватися для об'єднаного супротиву нападам ззовні, але при цьому навряд чи він був здатним до реалізації довгострокових наступальних дій. При цьому, Рим, на противагу самнітам, являв собою розвинуту монолітну державу із стійкими тенденціями прагнення до агресії.

## Продовження бойових дій
В ході Другої самнітської війни був зафіксований єдиний випадок, коли у 315 р. самніти вторглися на територію Риму чи його союзників у великій кількості. Цей напад був спровокований римською агресією, що визнається й самим Титом Лівієм. Воєнні дії були відновлені приблизно за рік до цього, коли римська армія напала на Сатикулу, яка, не витримавши тривалої облоги, пала в 315 р. до н. е. В цьому самому році самніти захопили укріплену місцевість Плістику і перейшли річку Ліріс. При Лавтулах поблизу Таррацини вони розгромили римську армію в генеральній битві, і саме тоді увійшли на територію Лацію і розорили прибережні області приблизно до Ардей. Самніти захопили область аврунків та Кампанію, і в цих умовах навіть Капуя було готови прийняти їх сторону.
Проте самніти не змогли раціонально скористатися своєю перевагою після перемог, і в 314 р. наступив корінний перелом в ході цієї війни. За свідченнями античних авторів, у битві, можливо знову біля Таррацини, загинуло близько 10 тис. самнітів. До Риму повернулася підтримка Капуї, а прибічники демократичної партії були видані римлянам і страчені.
Після цього римляни продовжували відновлювати свою владу над Кампанією, де деякі міста почали проявляти невдоволення, а також жорстоко придушили повстання аврунків. За свідченням Лівія, все це плем'я було знищене). Крім цього, римляни повернули під свою владу Сору, Фрегели, Сатрик. Приблизно в той же час було засновано декілька нових латинських колоній: в Сессі Аврунків, Сатикулі та на Понтинських островах, що стали першою морською базою римлян поза Італією, в 313 р. до н. е., в Інтерамні на Лірисі в 312 р. до н. е.. Також, згідно з письмовими джерелами, римляни напали на столицю пентрів — Бовіан, а також отримали ряд перемог при Нолі і Калатіх в Кампанії, при Атині в Самнії.
Результатом цих дій стало те, що до 312 р. до н. е. Самній був оточений колом воєнних союзників Риму, а в досить вразливій області поміж Лірисом і Вольтурном йому протистояв ряд латинських колоній, що розміщувалися в стратегічних пунктах від Фрегел до Сатикула. Водночас римляни укріпили свій вплив на рівнинній території вздовж тирренського узбережжя.
Яскравим символом їхньої слави, здобутої у цих територіях, стало будівництво Аппієвої дороги, що вела від Риму до Капуї, яке розпочалося у 312 р. до н. е.

## Чинник італіків
Успішне закінчення цієї війни було затьмарене загрозою з боку етрусків, які розраховували на ослаблення уваги римлян до їх територій у зв'язку з воєнними діями. В 311—310 рр. до н. е. війська Тарквіній і інших північноетруських полісів обложили Сутрій.
У відповідь на ці дії, консул 310 р. Квінт Фабій Максим Рулліан через Умбрію пройшов до Північної Етрурії і спустошив країну, чим змусив зняти облогу з Сутрію. Після цього з етрусками було укладене перемир'я на 30 років.
З одного боку, ці події дали змогу римлянам укласти союз з двома умбрськими містами. З іншого ж боку, саме вони зумовили ослаблення римських позицій в боротьбі з самнітами, що зумовило необхідність переходу до оборони.
В 308 р. самніти вторглися на територію марсів. Для боротьби з ними було знову відправлено Квінта Фабія. Інший консул вів дії в Північній Апулії. При цьому проти римлян почали повставати старі союзники — герніки та екви, яких підбурювали самніти.

## Підсумки війни
До 304 р. до н. е. римляни досягли значних успіхів в Центральній Італії. По-перше, було укладено мир із самнітами, території яких власне залишалися без змін, проте область Лірісу була приєднана до Лацію. Герніки втратили всі території окрім 3 міст, які залишилися із союзницькими відносинами, а екви були майже знищені. Їх території до Фуцинського озера були приєднані до Риму. Внаслідок цього Рим отримав змогу вивести ряд нових колоній і укласти союз з марсами, пелігнами та френтанами.